# Jo Röpcke
Jo Röpcke (Gent, 4 oktober 1928 - Cannes, 24 mei 2007) was een Vlaamse filmrecensent.

## Biografie
Röpcke werkte bijna dertig jaar als presentator en samensteller van het BRT-programma Première. Dat programma nam hij in 1962 over van Roland Verhavert en bleef ermee bezig tot aan zijn pensioen in 1991. Hij zag in die periode ongeveer 12.000 films, welke hij doorgaans van ironische kritiek voorzag.
Naast zijn carrière als filmrecensent en programmamaker was Röpcke tientallen jaren lang docent aan de Brusselse filmschool Rits, waarvan hij de laatste twee jaar voor zijn pensioen directeur was.
Hij kampte sinds het begin van zijn pensioen wel met zijn gezondheid. Zo lag hij in 1992 enkele maanden in het ziekenhuis. Toch bleef hij betrokken bij de filmscène. Hij was onder meer tien jaar voorzitter van het Filmfestival van Brussel. Jo Röpcke overleed op 78-jarige leeftijd, terwijl hij het filmfestival van Cannes volgde, aan de gevolgen van nierproblemen in combinatie met een hartaanval. Zijn archief, waarin hij allerlei materiaal over film verzamelde, schonk hij aan de stad Brugge, waar hij woonde.

## Erkentelijkheid
- De Jo Röpcke prijs, een jaarlijkse prijs voor een jong Vlaams Filmtalent.[2]